# Major League Baseball 2020
La stagione 2020 della Major League Baseball si è aperta il 23 luglio con l'incontro tra Washington Nationals e New York Yankees ed è terminata il 27 settembre. La postseason ha avuto inizio il 29 settembre ed è terminata il 27 ottobre con gara-6 delle World Series in cui i L.A. Dodgers hanno battuto i Tampa Bay Rays per 4-2 laureandosi campioni MLB.
L'inizio della stagione era inizialmente previsto per il 26 marzo, ma il 12 marzo la Major League Baseball interruppe lo spring training e posticipò l'inizio della stagione di due settimane a causa della pandemia di COVID-19. Quattro giorni dopo, la stagione venne sospesa a tempo indeterminato, seguendo le normative del CDC che impedivano lo svolgimento di eventi con più di 50 partecipanti.
Il 3 luglio l'All-Star Game venne ufficialmente annullato; il Dodger Stadium, che doveva essere la sede dell'evento, ospiterà l'All-Star Game del 2022.

## Calendario
Il calendario è stato sensibilmente ridotto rispetto alla stagione da 162 partite previste inizialmente. Per limitare gli spostamenti di staff e giocatori, ogni squadra giocherà contro nove squadre, invece delle solite 19 o 20, durante il corso delle 60 partite della stagione. Ogni squadra giocherà 10 partite contro le altre quattro squadre della propria division. Gli altri 20 match saranno partite tra le varie leghe; per ridurre gli spostamenti, gli abbinamenti tra leghe saranno AL East vs NL East, AL Central vs NL Central, and AL West vs NL West.

## Regole

### Modifiche permanenti
Prima dell'inizio della stagione, la MLB aveva annunciato delle novità nel regolamento della serie.
- Il roster delle squadre, fino al 31 agosto, è stato espanso da 25 a 26 giocatori.
  - In questo periodo e durante la postseason, le squadre possono avere al massimo 13 giocatori.
  - Ogni squadra che gioca il secondo match di un doubleheader o una partita in campo neutrale, può portare un ventisettesimo giocatore, solo per quella partita. Il giocatore può essere un lanciatore o un giocatore di posizione.
- Il roster di settembre è stato ridotto da 40 a 28 giocatori.
  - In questo periodo, le squadre possono avere al massimo 14 lanciatori.
- I lanciatori e i two way player che vengono mandati in una squadra delle Minor League devono restare in quella squadra per almeno 15 giorni prima di poter tornare nella Major League. Il periodo minimo per i giocatori di posizione rimane di 10 giorni.
- Le squadre devono indicare un giocatore come lanciatore o giocatore di posizione prima dell'inizio della stagione.
  - Solo i giocatori designati come lanciatori possono lanciare durante la stagione regolare o la postseason, con eccezioni limitate (ad esempio se una squadra è in vantaggio di almeno sette punti o la partita si prolunga negli extra inning).
  - Una volta che il giocatore ha lanciato almeno 20 inning e ha fatto almeno tre apparizioni al piatto come giocatore di posizione o come battitore designato in 20 partite, guadagna lo status di "two way payer" per il resto della stagione e quella successiva. I giocatori con questo status possono lanciare in ogni momento della partita.
  - I giocatori designati come lanciatori, se messi nella lista infortunati, devono passare almeno 15 giorni nella lista infortunati prima di essere eleggibili per l'attivazione. I giocatori di posizione possono essere attivati dopo almeno 10 giorni. I two way player seguono le regole dei lanciatori.
- Un lanciatore deve fronteggiare almeno 3 battitori avversari, a meno che l'inning finisca o il lanciatore si infortuna.
- Gli allenatori hanno 20 secondi per contestare una giocata (prima avevano 30 secondi).

### Regole temporanee per la stagione 2020
Per la stagione 2020, la MLB ha previsto delle regole temporanee per alleggerire il carico sui giocatori.
- Ogni squadra può invitare 60 giocatori al training camp di luglio. Tra i 60 giocatori, possono partecipare i giocatori del 40-man roster e giocatori con un contratto per le leghe minori. Non è necessario che tutti i giocatori del 40-man roster siano presenti al training camp.
- Il battitore designato potrà essere usato sia nella American League che nella National League.
- Durante l'opening-day, le squadre possono avere fino a 30 giocatori attivi. Il roster verrà ridotto a 28 giocatori dopo due settimane e a 26 giocatori dopo le prime 4 settimane.
- La fine del mercato giocatori è stata spostata dal 31 luglio al 31 agosto.
- Per poter giocare nella postseason, un giocatore deve essere aggiunto al 40-man roster prima del 15 settembre.
- Durante la stagione regolare, a partire dal 10º inning, le squadre partiranno con un giocatore in seconda base. Il corridore sarà il giocatore che precede il battitore al piatto nell'elenco di battitura (o un sostituto). Se il corridore segna un punto, verrà conteggiato come "punto non guadagnato" per il lanciatore. Questa regola non si applica durante la postseason.
- Ci sarà una lista infortunati da 10 giorni sia per lanciatori che giocatori di posizione. La lista infortunati a 60 giorni viene ridotta a 45 giorni.
- Verrà istituita una lista infortunati separata per i giocatori che hanno sintomi o risultano positivi alla COVID-19. Non c'è un numero minimo di giorni per questa lista infortunati.
- Se una partita viene interrotta causa maltempo, viene conteggiata come ufficiale e verrà continuata in seguito (mantenendo lo status all'interruzione).
- Il 24 luglio, la MLB ha annunciato l'espansione del numero di squadre che possono partecipare alla postseason, passando da 10 a 16.[10] La formula prevede che passino ai playoff le prime e le seconde classificate in ogni division e due wild card per lega.[11]

## Stagione regolare

### American League
East Division
| Squadra           | Vittorie | Sconfitte | Perc. | GB |
| ----------------- | -------- | --------- | ----- | -- |
| Tampa Bay Rays    | 40       | 20        | .667  | —  |
| New York Yankees  | 33       | 27        | .550  | 7  |
| Toronto Blue Jays | 32       | 28        | .533  | 8  |
| Baltimore Orioles | 25       | 35        | .417  | 15 |
| Boston Red Sox    | 24       | 36        | .400  | 16 |

Central Division
| Squadra            | Vittorie | Sconfitte | Perc. | GB |
| ------------------ | -------- | --------- | ----- | -- |
| Minnesota Twins    | 36       | 24        | .600  | —  |
| Chicago White Sox  | 35       | 25        | .583  | 1  |
| Cleveland Indians  | 35       | 25        | .583  | 1  |
| Kansas City Royals | 26       | 34        | .433  | 10 |
| Detroit Tigers     | 23       | 35        | .397  | 12 |

West Division
| Squadra           | Vittorie | Sconfitte | Perc. | GB |
| ----------------- | -------- | --------- | ----- | -- |
| Oakland Athletics | 36       | 24        | .600  | —  |
| Houston Astros    | 29       | 31        | .483  | 7  |
| Seattle Mariners  | 27       | 33        | .450  | 9  |
| L.A. Angels       | 26       | 34        | .433  | 10 |
| Texas Rangers     | 22       | 38        | .367  | 14 |

1. 1 2 3  Vincitore division
2. 1 2 3 4 5  Wildcard

### National League
East Division
| Squadra               | Vittorie | Sconfitte | Perc. | GB |
| --------------------- | -------- | --------- | ----- | -- |
| Atlanta Braves        | 35       | 25        | .583  | —  |
| Miami Marlins         | 31       | 29        | .517  | 4  |
| Philadelphia Phillies | 28       | 32        | .467  | 7  |
| New York Mets         | 26       | 34        | .433  | 9  |
| Washington Nationals  | 26       | 34        | .433  | 9  |

Central Division
| Squadra             | Vittorie | Sconfitte | Perc. | GB |
| ------------------- | -------- | --------- | ----- | -- |
| Chicago Cubs        | 34       | 26        | .567  | —  |
| Cincinnati Reds     | 31       | 29        | .517  | 3  |
| St. Louis Cardinals | 30       | 28        | .517  | 3  |
| Milwaukee Brewers   | 29       | 31        | .483  | 5  |
| Pittsburgh Pirates  | 19       | 41        | .317  | 15 |

West Division
| Squadra              | Vittorie | Sconfitte | Perc. | GB |
| -------------------- | -------- | --------- | ----- | -- |
| L.A. Dodgers         | 43       | 17        | .717  | —  |
| San Diego Padres     | 37       | 23        | .617  | 6  |
| San Francisco Giants | 29       | 31        | .483  | 14 |
| Colorado Rockies     | 26       | 34        | .433  | 17 |
| Arizona Diamondbacks | 25       | 35        | .417  | 18 |

1. 1 2 3  Vincitore division
2. 1 2 3 4 5  Wildcard

## Post-season

### Tabellone
Nell'edizione 2020, il "Wild Card Game" disputato abitualmente con una singola partita in ciascuna lega, viene sostituito con le "Wild Card Series", disputate al meglio di tre incontri.
|  | Wild Card Series (ALCS, NLCS) | Wild Card Series (ALCS, NLCS) | Wild Card Series (ALCS, NLCS) |                 |                   | Division Series | Division Series | Division Series |  |   | League Championship Series | League Championship Series | League Championship Series |  |     | World Series   | World Series | World Series |
|  |                               |                               |                               |                 |                   |                 |                 |                 |  |   |                            |                            |                            |  |     |                |              |              |
|  | 1                             | Tampa Bay Rays                | 2                             |                 |                   |                 |                 |                 |  |   |                            |                            |                            |  |     |                |              |              |
|  | 8                             | Toronto Blue Jays             | 0                             |                 |                   |                 |                 |                 |  |   |                            |                            |                            |  |     |                |              |              |
|  | 8                             | Toronto Blue Jays             | 0                             |                 | 1                 | Tampa Bay Rays  | 3               |                 |  |   |                            |                            |                            |  |     |                |              |              |
|  |                               |                               |                               |                 | 1                 | Tampa Bay Rays  | 3               |                 |  |   |                            |                            |                            |  |     |                |              |              |
|  |                               | 5                             | New York Yankees              | 2               |                   |                 |                 |                 |  |   |                            |                            |                            |  |     |                |              |              |
|  | 4                             | 5                             | New York Yankees              | 2               | Cleveland Indians | 0               |                 |                 |  |   |                            |                            |                            |  |     |                |              |              |
|  | 4                             |                               |                               |                 | Cleveland Indians | 0               |                 |                 |  |   |                            |                            |                            |  |     |                |              |              |
|  | 5                             | New York Yankees              | 2                             |                 |                   |                 |                 |                 |  |   |                            |                            |                            |  |     |                |              |              |
|  | 5                             | New York Yankees              | 2                             |                 |                   |                 |                 |                 |  | 1 | Tampa Bay Rays             | 4                          |                            |  |     |                |              |              |
|  |                               |                               |                               | American League |                   |                 |                 |                 |  | 1 | Tampa Bay Rays             | 4                          |                            |  |     |                |              |              |
|  |                               | 6                             | Houston Astros                | 3               |                   |                 |                 |                 |  |   |                            |                            |                            |  |     |                |              |              |
|  | 3                             | 6                             | Houston Astros                | 3               | Minnesota Twins   | 0               |                 |                 |  |   |                            |                            |                            |  |     |                |              |              |
|  | 3                             |                               |                               |                 | Minnesota Twins   | 0               |                 |                 |  |   |                            |                            |                            |  |     |                |              |              |
|  | 6                             | Houston Astros                | 2                             |                 |                   |                 |                 |                 |  |   |                            |                            |                            |  |     |                |              |              |
|  | 6                             | Houston Astros                | 2                             |                 | 6                 | Houston Astros  | 3               |                 |  |   |                            |                            |                            |  |     |                |              |              |
|  |                               |                               |                               |                 | 6                 | Houston Astros  | 3               |                 |  |   |                            |                            |                            |  |     |                |              |              |
|  |                               | 2                             | Oakland Athletics             | 1               |                   |                 |                 |                 |  |   |                            |                            |                            |  |     |                |              |              |
|  | 2                             | 2                             | Oakland Athletics             | 1               | Oakland Athletics | 2               |                 |                 |  |   |                            |                            |                            |  |     |                |              |              |
|  | 2                             |                               |                               |                 | Oakland Athletics | 2               |                 |                 |  |   |                            |                            |                            |  |     |                |              |              |
|  | 7                             | Chicago White Sox             | 1                             |                 |                   |                 |                 |                 |  |   |                            |                            |                            |  |     |                |              |              |
|  | 7                             | Chicago White Sox             | 1                             |                 |                   |                 |                 |                 |  |   |                            |                            |                            |  | AL1 | Tampa Bay Rays | 2            |              |
|  |                               |                               |                               |                 |                   |                 |                 |                 |  |   |                            |                            |                            |  | AL1 | Tampa Bay Rays | 2            |              |
|  |                               | NL1                           | L.A. Dodgers                  | 4               |                   |                 |                 |                 |  |   |                            |                            |                            |  |     |                |              |              |
|  | 1                             | NL1                           | L.A. Dodgers                  | 4               | L.A. Dodgers      | 2               |                 |                 |  |   |                            |                            |                            |  |     |                |              |              |
|  | 1                             |                               |                               |                 | L.A. Dodgers      | 2               |                 |                 |  |   |                            |                            |                            |  |     |                |              |              |
|  | 8                             | Milwaukee Brewers             | 0                             |                 |                   |                 |                 |                 |  |   |                            |                            |                            |  |     |                |              |              |
|  | 8                             | Milwaukee Brewers             | 0                             |                 | 1                 | L.A. Dodgers    | 3               |                 |  |   |                            |                            |                            |  |     |                |              |              |
|  |                               |                               |                               |                 | 1                 | L.A. Dodgers    | 3               |                 |  |   |                            |                            |                            |  |     |                |              |              |
|  |                               | 4                             | San Diego Padres              | 0               |                   |                 |                 |                 |  |   |                            |                            |                            |  |     |                |              |              |
|  | 4                             | 4                             | San Diego Padres              | 0               | San Diego Padres  | 2               |                 |                 |  |   |                            |                            |                            |  |     |                |              |              |
|  | 4                             |                               |                               |                 | San Diego Padres  | 2               |                 |                 |  |   |                            |                            |                            |  |     |                |              |              |
|  | 5                             | St. Louis Cardinals           | 1                             |                 |                   |                 |                 |                 |  |   |                            |                            |                            |  |     |                |              |              |
|  | 5                             | St. Louis Cardinals           | 1                             |                 |                   |                 |                 |                 |  | 1 | L.A. Dodgers               | 4                          |                            |  |     |                |              |              |
|  |                               |                               |                               | National League |                   |                 |                 |                 |  | 1 | L.A. Dodgers               | 4                          |                            |  |     |                |              |              |
|  |                               | 2                             | Atlanta Braves                | 3               |                   |                 |                 |                 |  |   |                            |                            |                            |  |     |                |              |              |
|  | 3                             | 2                             | Atlanta Braves                | 3               | Chicago Cubs      | 0               |                 |                 |  |   |                            |                            |                            |  |     |                |              |              |
|  | 3                             |                               |                               |                 | Chicago Cubs      | 0               |                 |                 |  |   |                            |                            |                            |  |     |                |              |              |
|  | 6                             | Miami Marlins                 | 2                             |                 |                   |                 |                 |                 |  |   |                            |                            |                            |  |     |                |              |              |
|  | 6                             | Miami Marlins                 | 2                             |                 | 6                 | Miami Marlins   | 0               |                 |  |   |                            |                            |                            |  |     |                |              |              |
|  |                               |                               |                               |                 | 6                 | Miami Marlins   | 0               |                 |  |   |                            |                            |                            |  |     |                |              |              |
|  |                               | 2                             | Atlanta Braves                | 3               |                   |                 |                 |                 |  |   |                            |                            |                            |  |     |                |              |              |
|  | 2                             | 2                             | Atlanta Braves                | 3               | Atlanta Braves    | 2               |                 |                 |  |   |                            |                            |                            |  |     |                |              |              |
|  | 2                             |                               |                               |                 | Atlanta Braves    | 2               |                 |                 |  |   |                            |                            |                            |  |     |                |              |              |
|  | 7                             | Cincinnati Reds               | 0                             |                 |                   |                 |                 |                 |  |   |                            |                            |                            |  |     |                |              |              |

#### ALCS MVP
Randy Arozarena

#### NLCS MVP
Corey Seager

#### World Series MVP
Corey Seager

## Record individuali

### American League
| Stat. | Giocatore                             | Tot. |
| ----- | ------------------------------------- | ---- |
| AVG   | D.J. LeMahieu (NYY)                   | .364 |
| HR    | Luke Voit (NYY)                       | 22   |
| RBI   | José Abreu (CWS)                      | 60   |
| R     | Tim Anderson (CWS) José Ramírez (CLE) | 45   |
| H     | José Abreu (CWS)                      | 76   |
| SB    | Adalberto Mondesí (KC)                | 24   |

| Stat | Giocatore          | Tot. |
| ---- | ------------------ | ---- |
| W    | Shane Bieber (CLE) | 8    |
| L    | Matthew Boyd (DET) | 7    |
| ERA  | Shane Bieber (CLE) | 1.63 |
| K    | Shane Bieber (CLE) | 122  |
| IP   | Lance Lynn (TEX)   | 84.0 |
| SV   | Brad Hand (CLE)    | 16   |

### National League
| Stat | Giocatore             | Tot. |
| ---- | --------------------- | ---- |
| AVG  | Juan Soto (WAS)       | .351 |
| HR   | Marcell Ozuna (ATL)   | 18   |
| RBI  | Marcell Ozuna (ATL)   | 56   |
| R    | Freddie Freeman (ATL) | 51   |
| H    | Trea Turner (WAS)     | 78   |
| SB   | Trevor Story (ATL)    | 15   |

| Stat | Giocatore            | Tot. |
| ---- | -------------------- | ---- |
| W    | Yū Darvish (CHC)     | 8    |
| L    | Luke Weaver (ARI)    | 9    |
| ERA  | Trevor Bauer (CIN)   | 1.73 |
| K    | Jacob deGrom (NYM)   | 104  |
| IP   | Germán Márquez (COL) | 81.2 |
| SV   | Josh Hader (MIL)     | 13   |

## Premi

### Premi annuali

#### Guanto d'oro
| American League    | National League | Posizione        |
| ------------------ | --------------- | ---------------- |
| Griffin Canning    | Max Fried       | Lanciatore       |
| Roberto Pérez      | Tucker Barnhart | Ricevitore       |
| Evan White         | Anthony Rizzo   | Prima base       |
| César Hernández    | Kolten Wong     | Seconda base     |
| J. P. Crawford     | Nolan Arenado   | Terza base       |
| Isiah Kiner-Falefa | Javier Báez     | Interbase        |
| Alex Gordon        | Tyler O'Neill   | Esterno sinistro |
| Luis Robert        | Trent Grisham   | Esterno centro   |
| Joey Gallo         | Mookie Betts    | Esterno destro   |

#### Silver Slugger Award
| American League   | National League    | Posizione           |
| ----------------- | ------------------ | ------------------- |
| Nelson Cruz       | Marcell Ozuna      | Battitore designato |
| Salvador Pérez    | Travis d'Arnaud    | Ricevitore          |
| José Abreu        | Freddie Freeman    | Prima base          |
| D.J. LeMahieu     | Donovan Solano     | Seconda base        |
| José Ramírez      | Manny Machado      | Terza base          |
| Tim Anderson      | Fernando Tatís Jr. | Interbase           |
| Eloy Jiménez      | Juan Soto          | Esterno sinistro    |
| Mike Trout        | Ronald Acuña Jr.   | Esterno centro      |
| Teoscar Hernández | Mookie Betts       | Esterno destro      |

#### MVP
- American League: José Abreu
- National League: Freddie Freeman

#### MLB Rookie of the Year award|Esordiente dell'anno
- American League: Kyle Lewis
- National League: Devin Williams

#### Cy Young Award
- American League: Shane Bieber
- National League: Trevor Bauer

#### Rilievo dell'anno
- American League: Liam Hendriks
- National League: Devin Williams

#### Allenatore dell'anno
- American League: Kevin Cash
- National League: Don Mattingly

### Premi mensili e settimanali

#### Giocatori del mese
| Mese      | American League | National League    |
| --------- | --------------- | ------------------ |
| Agosto    | José Abreu      | Fernando Tatís Jr. |
| Settembre | José Ramírez    | Freddie Freeman    |

#### Lanciatori del mese
| Mese      | American League | National League |
| --------- | --------------- | --------------- |
| Agosto    | Shane Bieber    | Yū Darvish      |
| Settembre | Chris Bassitt   | Trevor Bauer    |

#### Esordienti del mese
| Mese      | American League | National League  |
| --------- | --------------- | ---------------- |
| Agosto    | Luis Robert     | Jake Cronenworth |
| Settembre | Jared Walsh     | Ke'Bryan Hayes   |

#### Giocatori della settimana
| Settimana            | American League | National League    |
| -------------------- | --------------- | ------------------ |
| 23-26 luglio         | Nelson Cruz     | Kyle Hendricks     |
| 27 luglio - 2 agosto | Aaron Judge     | Nick Castellanos   |
| 3-9 agosto           | Frankie Montas  | Fernando Tatís Jr. |
| 10-16 agosto         | Brandon Lowe    | Juan Soto          |
| 17-23 agosto         | José Abreu      | Manny Machado      |

| Settimana               | American League     | National League |
| ----------------------- | ------------------- | --------------- |
| 24-30 agosto            | Lucas Giolito       | Manny Machado   |
| 31 agosto - 6 settembre | Lourdes Gurriel Jr. | Marcell Ozuna   |
| 7-13 settembre          | Jeimer Candelario   | Alec Mills      |
| 14-20 settembre         | D.J. LeMahieu       | Kole Calhoun    |
| 21-27 settembre         | Adalberto Mondesí   | Marcell Ozuna   |